# Kombinacja norweska na Mistrzostwach Świata w Narciarstwie Klasycznym 1927
Kombinacja norweska na Mistrzostwach Świata w Narciarstwie Klasycznym 1927 – zawody w kombinacji norweskiej rozegrane w ramach mistrzostw świata w narciarstwie klasycznym, przeprowadzone 1 i 2 lutego 1927 roku w Cortinie d’Ampezzo, w celu wyłonienia trzeciego mistrza świata w kombinacji norweskiej.
Konkurs składał się z biegu narciarskiego na 18 kilometrów i dwóch serii skoków narciarskich. Wszystkie miejsca na podium zajęli zawodnicy z Czechosłowacji – zwyciężył Rudolf Burkert, drugi był Otakar Německý, a trzeci František Wende.

## Wyniki konkursu
| Miejsce | Zawodnik                    | Państwo          | Nota łączna |
| ------- | --------------------------- | ---------------- | ----------- |
| 1.      | Rudolf Burkert              | Czechosłowacja   | 17,947      |
| 2.      | Otakar Německý              | Czechosłowacja   | 17,645      |
| 3.      | František Wende             | Czechosłowacja   | 17,489      |
| 4.      | Adolf Rubi                  | Szwajcaria       | 16,687      |
| 5.      | Hugo Hörtnagel              | Rzesza Niemiecka | 16,583      |
| 6.      | Bronisław Czech             | Polska           | 16,343      |
| 7.      | Josef Adolf                 | Czechosłowacja   | 15,866      |
| 8.      | Vitale Venzi                | Włochy           | 15,758      |
| 9.      | Andrzej Krzeptowski         | Polska           | 15,666      |
| 10.     | Willen Dick                 | Czechosłowacja   | 15,614      |
| ...     |                             |                  |             |
| 12.     | Bertil Carlsson             | Szwecja          | 15,44       |
| 13.     | Tore Edman                  | Szwecja          | ?           |
| 15.     | Josef Bím                   | Czechosłowacja   | ?           |
| 21.     | Johann Tryzna               | Czechosłowacja   | ?           |
| 24.     | Aleksander Rozmus           | Polska           | 13,416      |
| 25.     | Władysław Żytkowicz         | Polska           | 13,250      |
| –       | Stanisław Gąsienica-Sieczka | Polska           | DNS         |